# داغني ليند
داغني ليند (بالسويدية: Dagny Lind)‏ هي ممثلة سويدية، ولدت في 7 نوفمبر 1902 في ستوكهولم في السويد، وتوفيت في 13 يناير 1992 في مالمو في السويد.

## وصلات خارجية
- داغني ليند على موقع IMDb (الإنجليزية)
- داغني ليند على موقع قاعدة بيانات الأفلام السويدية (السويدية)
- داغني ليند على موقع قاعدة بيانات الفيلم (الإنجليزية)